# Kuta (Czarnogóra)
Kuta (cyr. Кута) – wieś w Czarnogórze, w gminie Nikšić. W 2011 roku liczyła 845 mieszkańców.